# George Frankl
George Frankl (* 12. Dezember 1921 in Wien; † 25. Dezember 2004 in London) war ein österreichischer Psychoanalytiker und Philosoph. Er entwickelte eine neue Methode in der Tiefenanalyse.
Frankls Vater war mit dem Begründer der Individualpsychologie Alfred Adler befreundet und so ergab es sich, dass Frankl bereits in jungen Jahren mit der Psychologie in Kontakt kam. 1939 gelang ihm eine Flucht aus dem Konzentrationslager Dachau und er konnte nach England fliehen. Seine Eltern verlor er im Konzentrationslager Auschwitz.
Frankl wurde Psychotherapeut, weil die letzte Nachricht seines Vaters aus Auschwitz die Bitte war „Sage George, dass er erklären muss, wie so furchtbare Dinge passieren können“. Nach seinem Studium an der University of Oxford begann er im Jahre 1951 seine Arbeiten in London.
Seine herausragendste Leistung war eine neue Methode der Tiefenanalyse, die eine direkte Kommunikation mit dem Unbewussten erlaubte und einen Durchbruch im Verständnis des Unbewussten sowohl von Individuen als auch von Gesellschaften ermöglichte. Frankl war Vorsitzender der Philosophischen und Psychologischen Sektion der British Humanist Society.

## Werke (Auswahl)
- Blueprint for a Sane Society. Open Gate Press, London 2004, ISBN 1-871871-60-3.
- Exploring the Unconscious. Open Gate Press, London 1994, ISBN 1-871871-07-7.
- The Failure of the Sexual Revolution. Kahn Aversill, London 1974, ISBN 0-900707-35-6.
- Foundations of morality. An investigation into the origin and purpose of moral concepts. Open Gate Press, London 2000, ISBN 1-871871-27-1.
- Social History of The Unconscious. Open Gate Press, London 1992

1. Archaeology of mind. ISBN 1-871871-16-6.
2. Civilisation, Utopia and tragedy, ISBN 1-871871-17-4.

- The three faces of monotheism. Judaism, christianity, Islam. Open Gate Press, London 2005, ISBN 1-871871-63-8.
- The Unknown Self. Open Gate Press, London 1990, ISBN 1-871871-05-0, (Psychoanalysis and society).